# Sclerodermus iridomyrmicicola
Sclerodermus iridomyrmicicola (лат.) — вид мелких ос рода Sclerodermus из семейства Bethylidae. Обнаружен в гнёздах аргентинского муравья (Iridomyrmex humilis).

## Распространение
Южная Америка.

## Описание
Мелкие осы длиной около 3 мм. От близких видов отличаются следующими признаками: наличник с короткой прямоугольной срединной лопастью, вершинный край загнут вверх медиально при виде спереди, срединный киль полный. Педицель длиннее флагелломеров, которые шире своей длины, кроме последних. Расстояние между торулями меньше их собственных диаметров. Глаз с небольшим количеством щетинок. Лоб в очень редкой мелкой пунктировке, со слабой и короткой передней срединной линией. Бока головы большей частью прямые, субпараллельные, слабо сходящиеся вперед. Среднеспинка в 1,36 раза шире длины. Метапектально-проподеальный диск трапециевидной формы, стороны расходятся кзади, срединный, латеральный и задний поперечные кили отсутствуют. Проподеальные дыхальца округлые, расположены латерально от метапектально-проподеального комплекса. Тегула очень мелкая, как чешуя. Микроптерные, крыло немного длиннее тегулы, жилки отсутствуют. Метасомальные стерниты IV–VI с двувыемчатыми вершинными краями. 
Самки имеют жало, оцеллии отсутствуют. У самцов есть крылья. Основная окраска тела коричневая, внешне похожи на муравьёв. Глаза расположены в передней части головы у переднего края. Усики 11-члениковые. Максиллярные щупики 5-члениковые, лабиальные из 3 члеников, мандибулы с 2 апикальными зубцами.

## Систематика
Вид был впервые описан в 1917 году немецко-аргентинским энтомологом Carlos Bruch (1869 – 1943). Относится к роду Sclerodermus и трибе Sclerodermini, которую ранее включали в подсемейство Epyrinae (в широком таксономическом объёме), а с 2013 года (Alencar & Azevedo, 2013) выделяют в самостоятельное подсемейство Scleroderminae.